# رییو روتسالاینن
رییو روتسالاینن (فنلاندی: Reijo Ruotsalainen؛ زادهٔ ۱ آوریل ۱۹۶۰) بازیکن هاکی روی یخ اهل فنلاند بود.
وی همچنین برندهٔ جوایزی همچون جام استنلی شده‌است.
از باشگاه‌هایی که در آن بازی کرده‌است می‌توان به ادمونتون اویلرز و نیویورک رنجرز اشاره کرد.